# Långrörsbladlöss
Långrörsbladlöss (Aphididae) är en familj av insekter. Enligt Catalogue of Life ingår långrörsbladlöss i överfamiljen Aphidoidea, ordningen halvvingar, klassen egentliga insekter, fylumet leddjur och riket djur, men enligt Dyntaxa är tillhörigheten istället ordningen halvvingar, klassen egentliga insekter, fylumet leddjur och riket djur. Enligt Catalogue of Life omfattar familjen Aphididae 4708 arter. 
Långrörsbladlöss är enda familjen i överfamiljen Aphidoidea.

## Bildgalleri

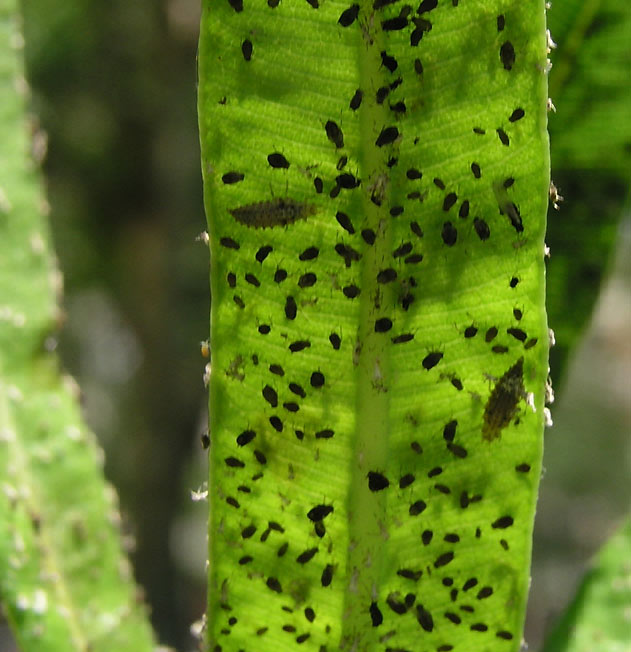
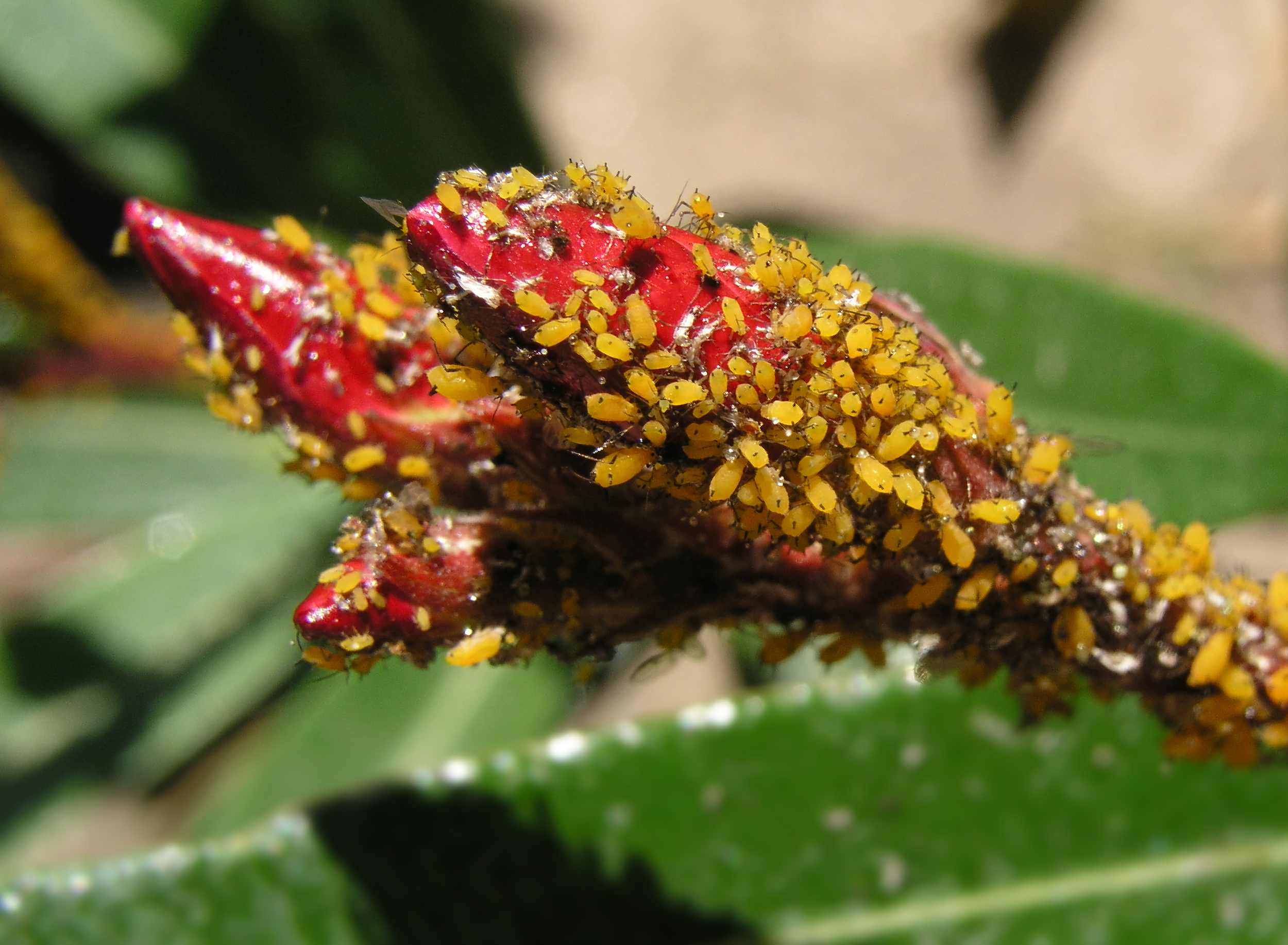
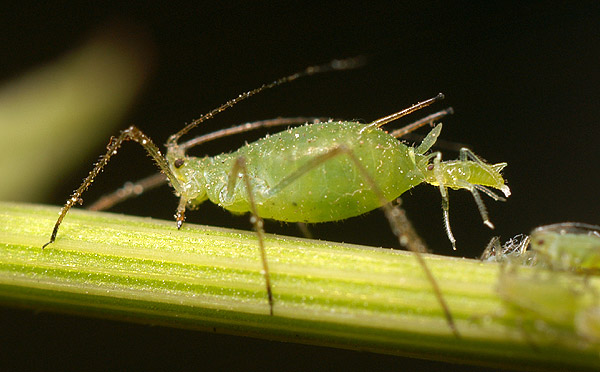
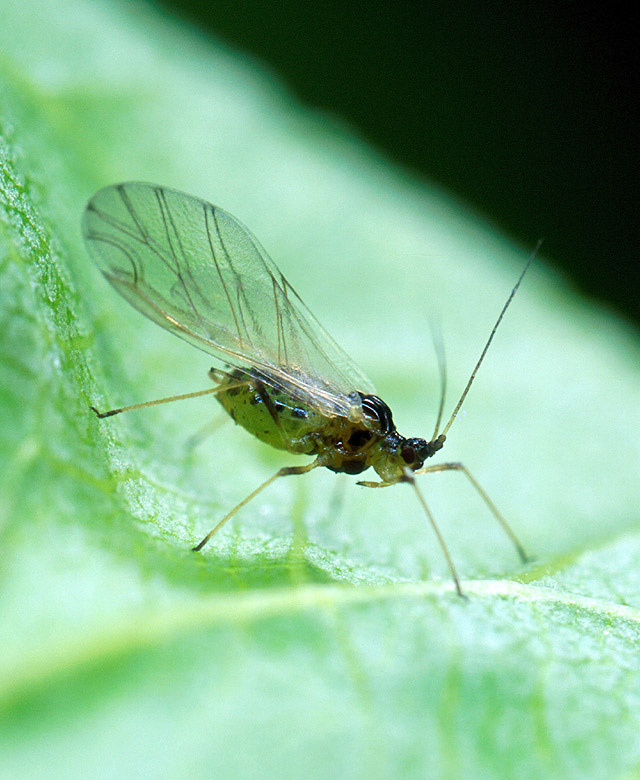
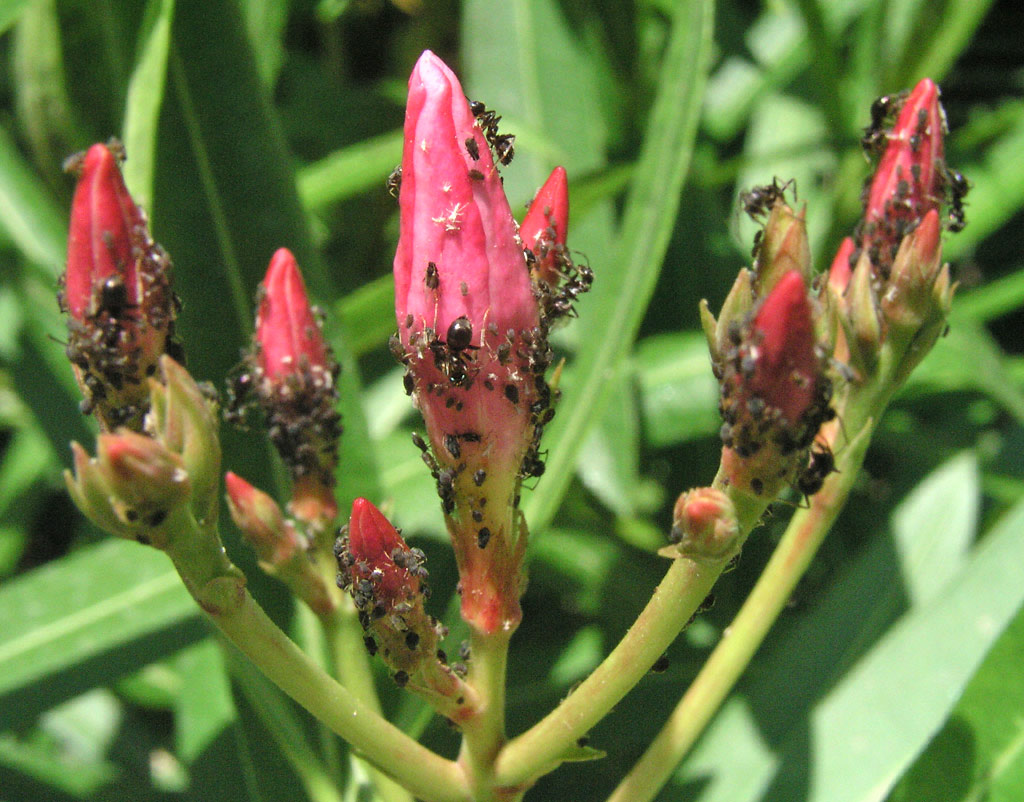
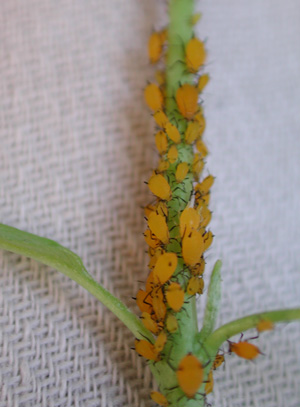

## Dottertaxa till långrörsbladlöss, i alfabetisk ordning[1][2]
- Abstrusomyzus
- Acaudella
- Acaudinum
- Acuticauda
- Acutosiphon
- Acyrthosiphon
- Aiceona
- Akkaia
- Aleurodaphis
- Aleurosiphon
- Allocotaphis
- Allothoracaphis
- Allotrichosiphum
- Aloephagus
- Alphitoaphis
- Amegosiphon
- Ammiaphis
- Amphicercidus
- Amphorophora
- Amphorosiphon
- Anaulacorthum
- Andinaphis
- Andorracallis
- Anoecia
- Anomalaphis
- Anomalosiphum
- Anthemidaphis
- Anthracosiphon
- Antimacrosiphon
- Anuraphis
- Anuromyzus
- Aphidounguis
- Aphidura
- Aphiduromyzus
- Aphis
- Aphthargelia
- Aploneura
- Appendiseta
- Apulicallis
- Artemisaphis
- Asiphonaphis
- Asiphonella
- Aspidaphis
- Aspidaphium
- Aspidophorodon
- Astegopteryx
- Atarsaphis
- Atarsos
- Atheroides
- Aulacophoroides
- Aulacorthum
- Avicennina
- Baizongia
- Berberidaphis
- Betacallis
- Betulaphis
- Bicaudella
- Bipersona
- Blanchardaphis
- Boernerina
- Brachycaudus
- Brachycolus
- Brachycorynella
- Brachymyzus
- Brachysiphoniella
- Brachyunguis
- Braggia
- Brasilaphis
- Brevicoryne
- Brevicorynella
- Brevisiphonaphis
- Burundiaphis
- Byrsocryptoides
- Cachryphora
- Calaphis
- Callipterinella
- Capitophorus
- Capraphis
- Caricosipha
- Carolinaia
- Casimira
- Catamergus
- Cavariella
- Cedoaphis
- Cepegillettea
- Cerataphis
- Ceratocallis
- Ceratoglyphina
- Ceratopemphigiella
- Ceratopemphigus
- Ceratovacuna
- Ceriferella
- Ceruraphis
- Cervaphis
- Chaetogeoica
- Chaetomyzus
- Chaetosiphella
- Chaetosiphon
- Chaitaphis
- Chaitogenophorus
- Chaitophorus
- Chaitoregma
- Chakrabartiaphis
- Chitinosiphon
- Chomaphis
- Chondrillobium
- Chromaphis
- Chromocallis
- Chuansicallis
- Chucallis
- Chusiphuncula
- Cinara
- Clethrobius
- Clydesmithia
- Clypeoaphis
- Codonopsimyzus
- Colopha
- Colophina
- Coloradoa
- Cornaphis
- Corylobium
- Cranaphis
- Cryptaphis
- Cryptomyzus
- Cryptosiphum
- Crypturaphis
- Ctenocallis
- Cyrtomophorodon
- Dasyaphis
- Davatchiaphis
- Decorosiphon
- Defractosiphon
- Delphiniobium
- Dermaphis
- Dimelaphis
- Dinipponaphis
- Diphyllaphis
- Diprociphilus
- Distylaphis
- Diuraphis
- Doraphis
- Drepanaphis
- Drepanosiphoniella
- Drepanosiphum
- Durocapillata
- Dysaphis
- Eastopiella
- Eichinaphis
- Elatobium
- Eomacrosiphon
- Eonaphis
- Eotrama
- Epameibaphis
- Ephedraphis
- Epipemphigus
- Ericaphis
- Ericolophium
- Eriosoma
- Essigella
- Eucallipterus
- Eucarazzia
- Euceraphis
- Eulachnus
- Eumacrosiphum
- Eumyzus
- Euthoracaphis
- Eutrichosiphum
- Ferusaphis
- Flabellomicrosiphum
- Forda
- Formosaphis
- Fullawaya
- Galiaphis
- Geoica
- Geopemphigus
- Gharesia
- Glendenningia
- Glyphina
- Glyphinaphis
- Gootiella
- Greenidea
- Greenideoida
- Grylloprociphilus
- Gypsoaphis
- Hallaphis
- Hamamelistes
- Hannabura
- Hayhurstia
- Helosiphon
- Hemipodaphis
- Hillerislambersia
- Himalayaphis
- Holmania
- Hoplocallis
- Hoplochaetaphis
- Hoplochaitophorus
- Hormaphis
- Hyadaphis
- Hyalomyzus
- Hyalopteroides
- Hyalopterus
- Hydaphias
- Hydronaphis
- Hyperomyzus
- Hysteroneura
- Idiopterus
- Illinoia
- Impatientinum
- Indiaphis
- Indiochaitophorus
- Indomasonaphis
- Indomegoura
- Indomyzus
- Indonipponaphis
- Indotuberoaphis
- Iowana
- Ipuka
- Iranaphias
- Israelaphis
- Iziphya
- Jacksonia
- Juncobia
- Kaburagia
- Kaltenbachiella
- Kaochiaoja
- Karamicrosiphum
- Klimaszewskia
- Krikoanoecia
- Ktenopteryx
- Kugegania
- Kurisakia
- Lachnochaitophorus
- Lachnus
- Laingia
- Lambersaphis
- Landisaphis
- Latgerina
- Lehrius
- Lepidaphis
- Linaphis
- Linosiphon
- Liosomaphis
- Lipamyzodes
- Lipaphis
- Lithoaphis
- Lizerius
- Longicaudinus
- Longicaudus
- Longisiphoniella
- Longistigma
- Loniceraphis
- Macchiatiella
- Machilaphis
- Macromyzella
- Macromyzus
- Macropodaphis
- Macrosiphoniella
- Macrosiphum
- Macrotrichaphis
- Maculolachnus
- Margituberculatus
- Mastopoda
- Matsumuraja
- Megoura
- Megourella
- Megourina
- Meguroleucon
- Melanaphis
- Melanocallis
- Melaphis
- Meringosiphon
- Mesocallis
- Mesothoracaphis
- Mesotrichosiphum
- Metanipponaphis
- Metathoracaphis
- Metopeuraphis
- Metopeurum
- Metopolophium
- Mexicallis
- Micraphis
- Microlophium
- Micromyzella
- Micromyzodium
- Micromyzus
- Microparsus
- Microsiphoniella
- Microsiphum
- Microunguis
- Mimeuria
- Mindarus
- Misturaphis
- Mollitrichosiphum
- Monaphis
- Monellia
- Monelliopsis
- Monzenia
- Mordvilkoiella
- Mordwilkoja
- Muscaphis
- Myzakkaia
- Myzaphis
- Myzocallis
- Myzodium
- Myzosiphon
- Myzosiphum
- Myzotoxoptera
- Myzus
- Nasanovia
- Nasonovia
- Nearctaphis
- Neoamphorophora
- Neoantalus
- Neobetulaphis
- Neochromaphis
- Neocranaphis
- Neohormaphis
- Neomyzus
- Neonippolachnus
- Neonipponaphis
- Neopemphigus
- Neophyllaphis
- Neoprociphilus
- Neopterocomma
- Neorhopalomyzus
- Neosaltusaphis
- Neosappaphis
- Neosensoriaphis
- Neosymydobius
- Neothelaxes
- Neothoracaphis
- Neotoxoptera
- Neuquenaphis
- Nevadaphis
- Nevskya
- Nietonafriella
- Nippodysaphis
- Nippolachnus
- Nipponaphis
- Nudisiphon
- Nurudea
- Obtusicauda
- Oedisiphum
- Oestlundiella
- Ossiannilssonia
- Ovatomyzus
- Ovatus
- Pachypappa
- Pachypappella
- Paczoskia
- Paducia
- Panaphis
- Paoliella
- Papulaphis
- Parachaitophorus
- Paracletus
- Paracolopha
- Paradoxaphis
- Paramyzus
- Paranipponaphis
- Paraphorodon
- Parathoracaphis
- Parathoracaphisella
- Patchia
- Patchiella
- Paulianaphis
- Pehuenchaphis
- Peltaphis
- Pemphigus
- Pentalonia
- Pentamyzus
- Periphyllus
- Phloeomyzus
- Phorodon
- Phyllaphis
- Phyllaphoides
- Platyaphis
- Pleotrichophorus
- Plocamaphis
- Polytrichaphis
- Prociphilus
- Protaphis
- Protohormaphis
- Protopterocallis
- Protrama
- Pseudacaudella
- Pseudaphis
- Pseudasiphonaphis
- Pseudessigella
- Pseudobrevicoryne
- Pseudocercidis
- Pseudochromaphis
- Pseudoepameibaphis
- Pseudopterocomma
- Pseudoregma
- Pseudorhopalosiphoninus
- Pseudothoracaphis
- Pterasthenia
- Pterocallis
- Pterochloroides
- Pterocomma
- Pyrolachnus
- Quadrartus
- Quednaucallis
- Quernaphis
- Raychaudhuriaphis
- Rectinasus
- Reticulaphis
- Rhodobium
- Rhopalomyzus
- Rhopalosiphoninus
- Rhopalosiphum
- Roepkea
- Ryoichitakahashia
- Saltusaphis
- Sanbornia
- Sappaphis
- Sarucallis
- Schizaphis
- Schizolachnus
- Schizoneuraphis
- Schizoneurata
- Schizoneurella
- Schlechtendalia
- Schoutedenia
- Scleromyzus
- Semiaphis
- Seneciobium
- Serratocallis
- Shinjia
- Shivaphis
- Siciforda
- Siciunguis
- Siculaphis
- Sinochaitophorus
- Sinolachnus
- Sinomegoura
- Sinonipponaphis
- Sipha
- Siphonatrophia
- Sitobion
- Slavum
- Smiela
- Sminthuraphis
- Smynthurodes
- Sorbaphis
- Spatulophorus
- Spinaphis
- Staegeriella
- Staticobium
- Stegophylla
- Stellariopsis
- Stomaphis
- Strenaphis
- Subacyrthosiphon
- Subiziphya
- Submegoura
- Subovatomyzus
- Subsaltusaphis
- Subtakecallis
- Sumatraphis
- Swirskiaphis
- Symydobius
- Szelegiewicziana
- Szelegiewicziella
- Taiwanaphis
- Taiwanomyzus
- Takecallis
- Tamalia
- Taoia
- Tauricaphis
- Tenuilongiaphis
- Tetraneura
- Thalictrophorus
- Thecabius
- Thelaxes
- Therioaphis
- Thoracaphis
- Thripsaphis
- Tiliaphis
- Tiliphagus
- Tinocallis
- Tinocalloides
- Titanosiphon
- Toxoptera
- Toxopterina
- Trama
- Tramaforda
- Tricaudatus
- Trichaitophorus
- Trichosiphonaphis
- Tritrichosiphum
- Tshernovaia
- Tsugaphis
- Tubaphis
- Tuberaphis
- Tuberculatus
- Tuberoaphis
- Tuberocephalus
- Tuberolachnus
- Tumoranuraphis
- Turanoleucon
- Uhlmannia
- Uichancoella
- Uroleucon
- Utamphorophora
- Wahlgreniella
- Wanyucallis
- Vesiculaphis
- Viburnaphis
- Volutaphis
- Xenosiphonaphis
- Xerobion
- Yamatocallis
- Yamatochaitophorus
- Zelkovaphis
- Zinia